# Шкребок

Скребачка для чищення поверхні столу, Італія

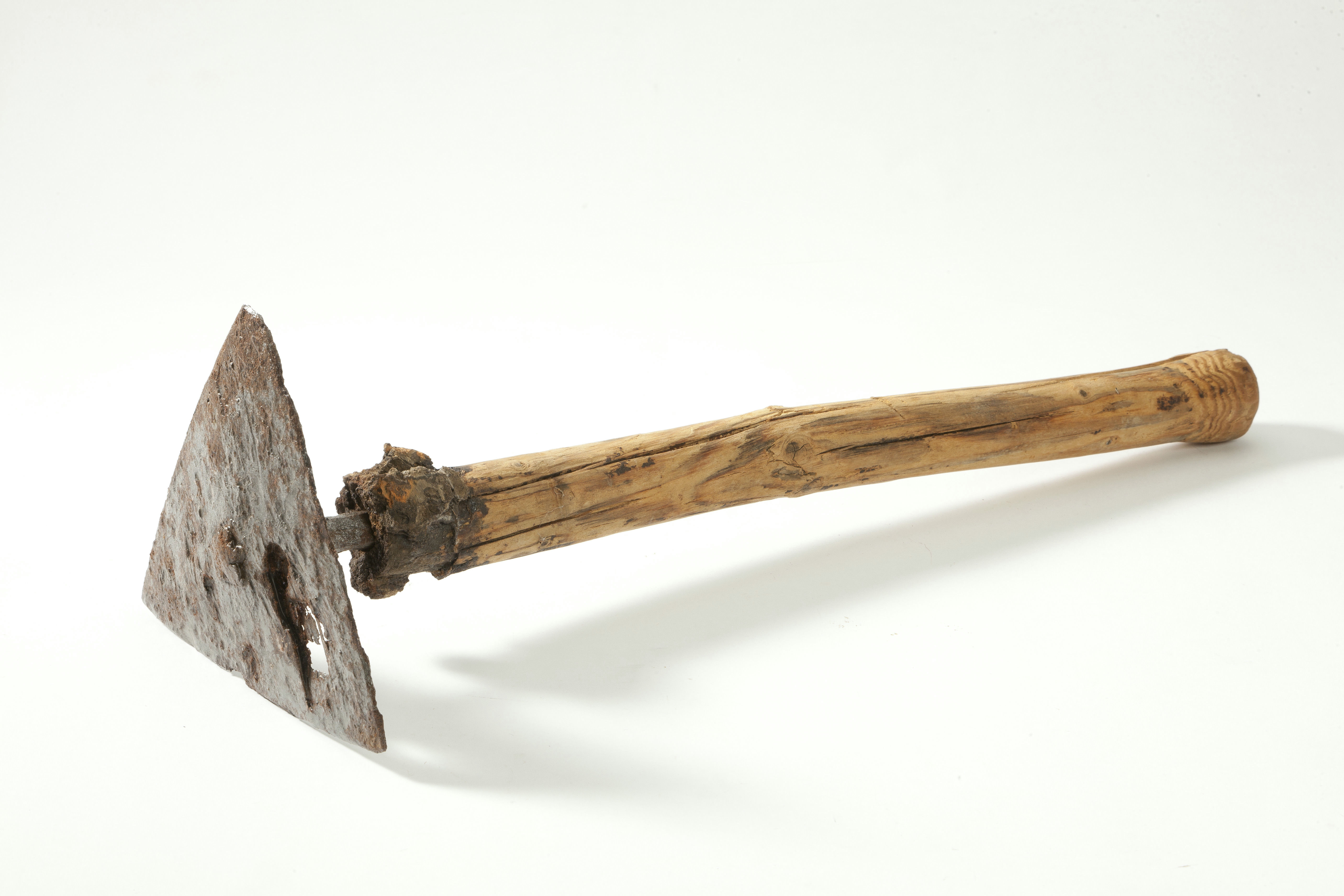
Скребачка на держаку, знайдена на кораблі, затонулому в першій половині XVIII ст.

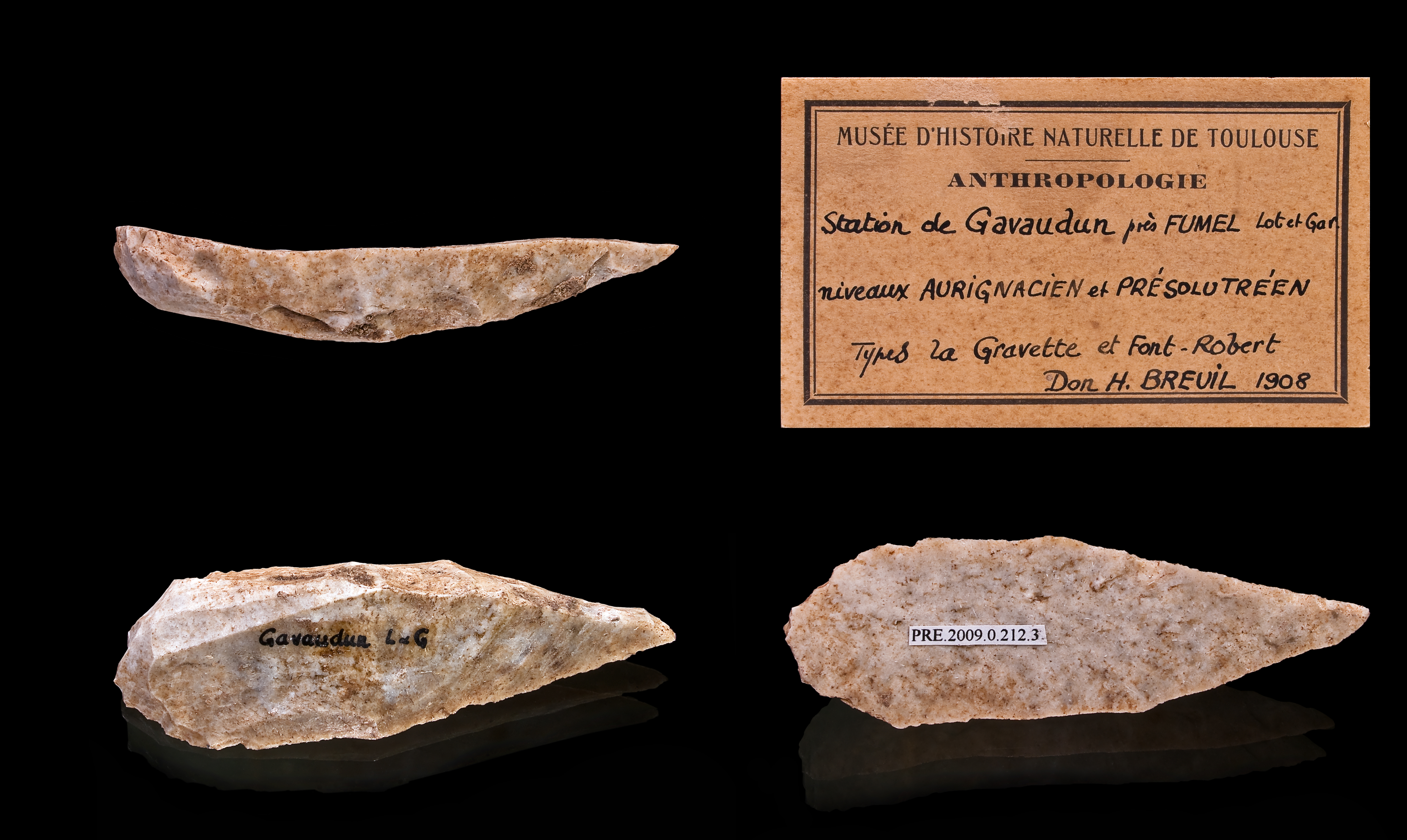
Кременеві шкребки оріньяцької культури

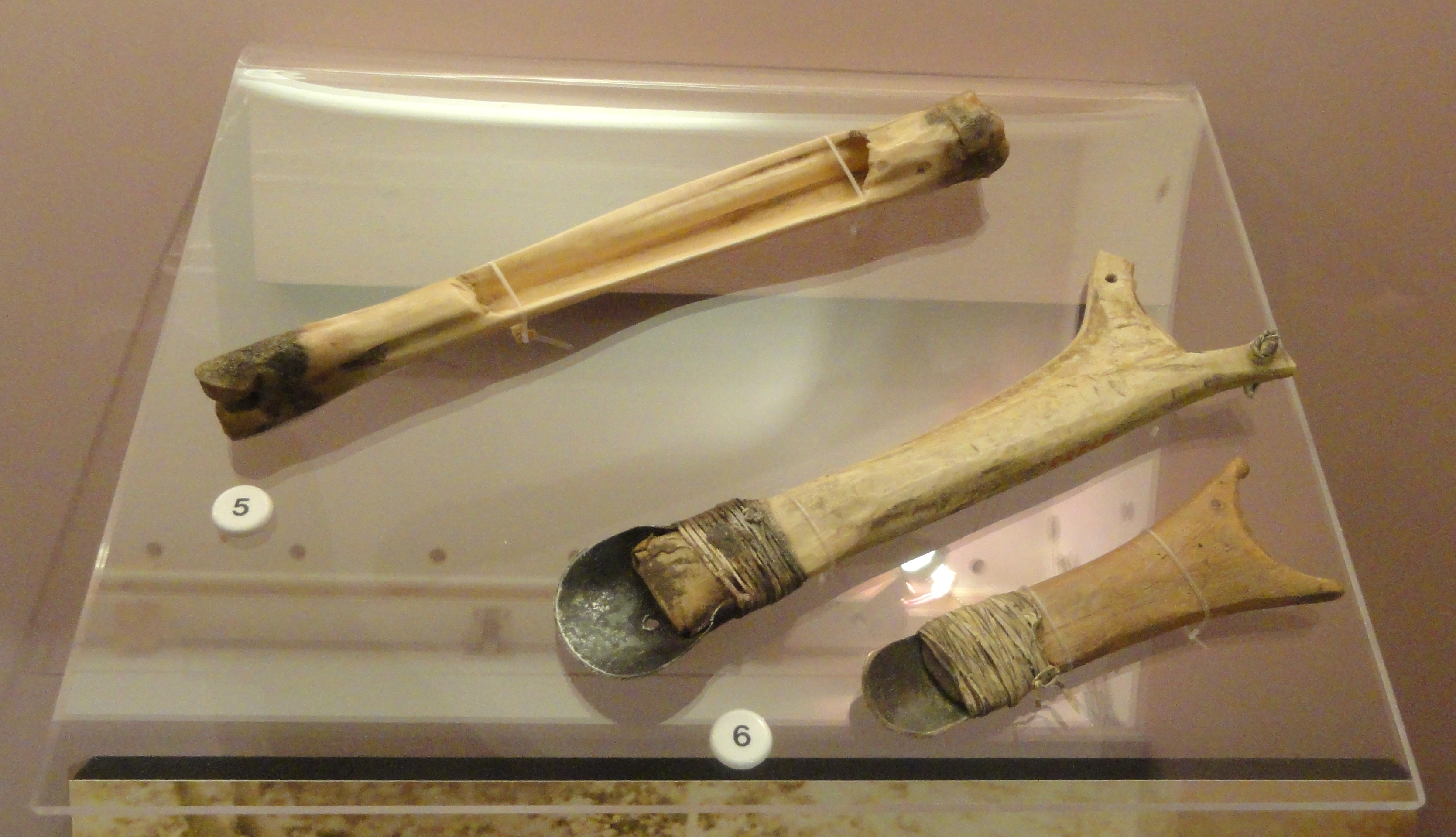
Шкребки індіанців наскапі чи монтаньє (внизу)

Шкребок, скребок, скребачка — назва найрізноманітніших знарядь і пристосувань, що використовуються в промисловості та побуті.

## Побут
Побутова скребачка (шкребок) являє собою знаряддя у вигляді гострої лопатки для зіскрібання чого-небудь. Лопата-скребачка — лопата на довгому держалні для зчищання льоду, бруду тощо. Скребачка у вигляді металевої пластинки, прикріпленої біля входу у приміщення (також відома як декротуар), використовується для зчищання бруду з взуття.

## Промисловість
У промисловості скребачкою (скребком) називають великий ківш із гострим краєм для зачерпування ґрунту або яких-небудь сипких матеріалів, а також пристрій у скребкових конвеєрах, що пересуває насипний вантаж.
У гончарів скребачкою називалася дерев'яна лопаточка для очищання від глини круга і рук.

## Мистецтво
Скребок (гратуар) у вигляді клинка із загостреними крайками на держаку у художній графіці використовується для видалення з поверхні паперу або пергаменту плям і фрагментів тексту, а в скульптурі — для зскрібання опуклостей і нерівностей з гіпсу.

## Археологія
В археології «шкребок» (англ. end-scraper, фр. grattoir) — кам'яне (кременеве, обсидіанове, кварцитове тощо) знаряддя праці, використовувалося з епохи пізнього палеоліту, а також і в наступні епохи, аж до раннього заліза. Являє собою маленьке або мініатюрне скребло.
Зазвичай шкребок являє собою зручної форми відкол (скол, скалку) з каменю. Але буває виконаний і на уламку пластини або на уламку аморфної форми. Найчастіше має робочий край дугоподібної форми, але останній може бути прямим, загостреним або іншої форми залежно від призначення. Може використовуватися бічна сторона сколу. Робоче лезо покрите крутою притупляючою ретушшю зносу або нанесеною навмисно.
На багатьох стародавніх стоянках більшість знайдених кам'яних знарядь становлять шкребки.
Здебільшого застосовувалося при виробленні шкір, а також і для обробки рогу, кістки і дерева. Але остаточно визначити призначення того чи іншого кам'яного знаряддя можливо тільки з використанням методів трасології.
Інструменти з уламків кераміки і металу, застосовувані для обробки шкіри, можуть називатися як шкребками, так рівною мірою і скреблами.